# تو اکنون یک پسر بزرگی
تو اکنون یک پسر بزرگی (انگلیسی: You're a Big Boy Now) یک فیلم کمدی آمریکایی به نویسندگی و کارگردانی فرانسیس فورد کاپولا محصول ۱۹۶۶ است. در این فیلم که بر اساس رمانی به همین نام اثر دیوید بندیکتوس در سال ۱۹۶۳ ساخته شده‌است، الیزابت هارتمن، پیتر کاستنر، جرالدین پیج، ریپ تورن، کارن بلک و جولی هریس ایفای نقش می‌کنند.
جرالدین پیج برای بازی خود در این فیلم نامزد دریافت جایزه اسکار و گلدن گلوب شد.